# 斯坦迪費爾海崖
72°34′S 94°58′W / 72.567°S 94.967°W
斯坦迪費爾海崖（英語：Standifer Bluff），是南極洲的海崖，位於埃爾斯沃思地，屬於史密斯海崖的一部分，處於達斯廷島西北岸，距離該島北端西南面18公里，現時由南極條約體系管理。